# Toxomerus idalius
Toxomerus idalius är en tvåvingeart som först beskrevs av Hull 1951.  Toxomerus idalius ingår i släktet Toxomerus och familjen blomflugor.
Artens utbredningsområde är Ecuador. Inga underarter finns listade i Catalogue of Life.